# Glasgow Times

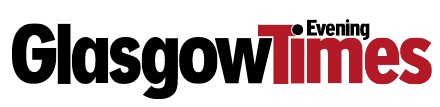

Le Glasgow Times est un journal du soir publié du lundi au samedi à Glasgow, en Écosse. Il a été fondé en 1876. Il porte le nom d'Evening Times jusqu'en décembre 2019,.